# Hilda Pérez Carvajal
Hilda Pérez Carvajal (née le 11 mai 1945) est une biologiste vénézuélienne de l'université centrale du Venezuela. Elle fut présidente de la société vénézuélienne de parasitologie à la fin des années 80.

## Biographie
Hilda Pérez Carvajal est née le 11 mai 1945 au Venezuela. Elle suit une formation de biologiste et travailla longtemps pour l'université centrale du Venezuela.
A la fin des années 80, elle est présidente de la société vénézuélienne de parasitologie.